# Pironizem
Pironizem je šola filozofskega skepticizma, ki jo je ustanovil Piron iz Elide v četrtem stoletju pred našim štetjem. Najbolj je znan po ohranjenih delih Seksta Empirika, ki je pisal v poznem drugem ali zgodnjem tretjem stoletju našega štetja.

## Zgodovina
Piron iz Elide ( 359 – ok. 271 pr. n. št.) in njegov učitelj Anaksarh iz Abdere, oba demokritska filozofa, sta z vojsko Aleksandra Velikega odpotovala v Indijo, kjer naj bi Piron študiral z magi in gimnosofisti in kjer je je bil pod vplivom budističnih naukov, zlasti treh znamenj obstoja. Po vrnitvi v Grčijo je Piron začel novo filozofijo, ki je zdaj znana kot pironizem. Njegove nauke je zapisal njegov učenec Timon iz Flijunta, katerega večina del je bila izgubljena. 
Pironizem kot šolo je revitaliziral ali ponovno ustanovil Enezidem v prvem stoletju pr. n. št. To fazo pironizma, ki se začne z Enezidemom in traja do vključno zadnjega znanega pironista antike, Saturnina, včasih imenujemo "neopironizem." Drugi uporabljajo izraz "neopironizem" za sklicevanje na sodobne pironiste, kot so npr. Robert Fogelin.
Ponovno odkritje in izdaja del Seksta Empirika v šestnajstem stoletju je spodbudila oživitev zanimanja za pironizem.

## Filozofija
Pironizem je najstarejša zahodnjaška oblika filozofskega skepticizma. Tako kot pri drugih helenističnih filozofijah, kot so stoicizem, epikurejstvo, in peripatetikih, je evdaimonija pironistični cilj življenja. Po pironistih so mnenja o ne-evidentnih zadevah (tj. dogma) tista, ki preprečujejo, da bi dosegli evdaimonijo. Tako kot pri epikurejstvu tudi pironizem umešča doseganje ataraksije (stanja umirjenosti) kot način za doseganje evdaimonije. Da bi um pripeljal do ataraksije, Pironizem uporablja epoho (začasno prekinitev presoje) v zvezi z vsemi ne-evidentnimi trditvami. Pironisti oporekajo temu, da so dogmatiki – kar vključuje vse nasprotujoče si filozofije pironizma – našli resnico glede ne-evidentnih zadev. Za vsako ne-evidentno zadevo pironist poda argumente za in proti tako, da ni možno priti do zaključka, s čimer pridrži sodbo in s tem doseže ataraksijo.
Čeprav je cilj pironizma evdaimonija, je najbolj znan po svojih epistemoloških argumentih, zlasti po problemu kriterija, in po tem, da je prva zahodna filozofska šola, ki je identificirala problem indukcije in Münchhausnovo trilemo.
Pironiste (ali pironistično prakso) lahko razdelimo na tiste, ki so efektični (ki se ukvarjajo z odložitvijo sodbe), zetetični (ki se ukvarjajo z iskanjem) ali aporetični (ki se ukvarjajo z zavračanjem).

## Praksa
Pironistična praksa je namenjena doseganju epohe, to je pridržanje/odložitev sodbe ali privolitve. Osnovna praksa je postavljanje argumenta proti argumentu. Da bi si pri tem pomagala, sta pironistična filozofa Enezidem in Agripa razvila svoje "načine" ali "trope" tj. sklope osnovnih argumentov.

## Neo-pironizem
Neo-pironizem ali neo-pironizmi so interpretacije pironizma kot jih razumejo nekateri moderni filozofi kot so Robert Fogelinin Walter Sinnott-Armstrong.

## Povezave z drugimi filozofijami

### Akademski skepticizem
Pironizem se pogosto primerja z akademskim skepticizmom, ki je še ena a ločena oblika helenističnega filozofskega skepticizma. Dogmatiki trdijo, da imajo znanje, akademski skeptiki trdijo, da je znanje nemogoče, medtem ko pironisti ne pristajajo na nobeno od trditev in odložijo sodbo o obeh. 

### Budizem
Christopher I. Beckwith trdi, da je bilo 18 mesecev, ki jih je Piron preživel v Indiji, dovolj da se je naučil tuj jezik in prevzel ključna inovativna načela svojega skepticizma, ki se jih je takrat dalo najti samo v Indiji. Madhyamaka filozofija budističnega misleca Nagarjune je še posebej podobna pironizmu.

## Teksti
Ohranila so se dela Seksta Empirika in Diogena Laertskega. Fotij I. je ohranil povzetek Enezidemovih pironskih razprav. Evzebij je ohranil povzetek Pironovega učenja ko citira delo Aristokleja, ki pa je pravtako sam citiral Timona, Pironovega učenca.